# James McFarlane
James Walter McFarlane (12 de dezembro de 1920, Sunderland – 9 de agosto de 1999, Stody, Norfolk) foi um estudioso de literatura europeia, autor de The Oxford Ibsen e decano fundador da Escola de Estudos Europeus da University of East Anglia, a qual incluía estudos escandinavos.

## Primeiros anos
McFarlane cresceu em Sunderland e frequentou a Bede Grammar School, seguindo depois para o St Catherine's College, Oxford. Seu diploma em línguas modernas em Oxford, interrompido pela guerra enquanto servia na Intelligence Corps na Europa, foi concluído em 1947. Durante a guerra, ele jogou futebol (association football) pelo Sunderland A.F.C.
Seu primeiro cargo foi como professor na Durham University em 1947, no departamento de estudos germânicos e escandinavos do King's College. (Em 1963, essa instituição se tornou a Newcastle University). Lá, ele encontrou pessoas como Harald Næss e Ake Leander.

## Oxford Ibsen
Entre 1960 e 1977, ele editou os oito volumes de The Oxford Ibsen (OI), consistindo em traduções das obras de Henrik Ibsen, muitas das quais foram feitas por ele mesmo. Graham Orton é creditado como editor e tradutor. Outros colaboradores incluíram Johan Fillinger, Christopher Fry e James Kirkup.
Volumes
1. 1970: Early plays
2. 1962: The Vikings at Helgeland, Love's Comedy, The Pretenders
3. 1972: Brand; Peer Gynt
4. 1963: The League of Youth, Emperor and Galilean
5. 1961: Pillars of society; A Doll's House; Ghosts
6. 1960: An Enemy of the People; The Wild Duck; Rosmersholm
7. 1966: Lady From the Sea; Hedda Gabler, the Master Builder
8. 1977: Little Eyolf; John Gabriel Borkman; When We Dead Awaken

Como resultado desse trabalho, McFarlane também foi nomeado Cavaleiro Comandante da Royal Norwegian Order of Saint Olav e se tornou membro de academias dinamarquesas e norueguesas.

## Universidade de East Anglia
McFarlane mudou-se para Norwich e, em 1964, foi nomeado Catedrático de Literatura Europeia na recém-estabelecida Universidade de East Anglia, sendo o decano fundador da escola de estudos europeus.
Entre 1968 e 1971, ele foi Pro-Vice-Chancellor da universidade. Em 1974, tornou-se editor do periódico Scandinavica.
Em 1982, aposentou-se, mas continuou atuando como Professorial Fellow até 1986.
Durante sua aposentadoria, ele criou e desenvolveu a Norvik Press para publicar traduções e comentários de literatura escandinava, com ênfase em publicar traduções e outros trabalhos de sua própria equipe editorial.
Em 1991, retirou-se do cargo de editor de Scandinavica.

## Vida na comunidade
Ele se casou com Kathleen Crouch em 1944. Ambos foram ativos na comunidade, e James atuou como:
- membro do conselho da Eastern Arts Association
- Presidente do BBC Regional Advisory Board
- Presidente do Wells Arts Centre
- Presidente do Hunsworth Crafts Trust
- diretor do Norwich Puppet Theatre

Kathleen teve uma carreira notável em tecelagem e faleceu em 2008, deixando uma filha e dois filhos.